# كورينثيانز دي سانتو أندريه
كورينثيانز دي سانتو أندريه (بالبرتغالية: Corinthians de Santo André‏) هو نادي رياضي برازيلي مقره في سانتو أندريه، ساو باولو.
لعب الفريق اثنتي عشرة نسخة من بطولة ساو باولو لكرة القدم للدرجات الثانية والثالثة والرابعة. حاليًا، يُنافس في بطولات الهواة فقط.